# 安久田村
安久田村（あくだむら）はかつて岐阜県郡上郡に存在した村である。
現在の郡上市八幡町安久田に該当する。

## 歴史
- 1889年（明治22年）7月1日 - 町村制により、安久田村が発足。
- 1897年（明治30年）4月1日 - 相生村、西乙原村、那比村、吉野村、稲成村と合併し、相生村発足。同日安久田村は廃止。